# La Pampa (Madre de Dios)
La Pampa es la denominación de un área geográfica ubicada en Perú, entre el kilómetro 98 y 115 de la carretera Interoceánica en la región Madre de Dios, provincia de Tambopata. En esta zona se ubica varios campamentos mineros ilegales, siendo la minería ilegal la principal actividad económica de la zona. El pueblo fue filmado en el reportaje La jaula de oro (2021), de RTVE. Es un poblado peligroso, controlado por Los Guardianes de la Trocha, una mafia local.
En el 2019, en el curso de la Operación Mercurio, se instaló tres bases militares temporales de las Fuerzas Armadas del Perú.